# System Shock 2
System Shock 2 — компьютерная игра в жанрах компьютерной ролевой игры и survival horror, разработанная компаниями Irrational Games и Looking Glass Studios под руководством геймдизайнера Кена Левина и выпущенная Electronic Arts в 1999 году. Изначально игра разрабатывалась как самостоятельный проект, однако в процессе разработки её сценарий был переписан так, чтобы служить продолжением System Shock.
Действие игры происходит в 2114 году на борту звездолёта в глубоком космосе. Игровой персонаж после выхода из анабиоза пытается выжить и разобраться в причинах катастрофы, погубившей других членов экипажа. Подобно System Shock, игра совмещает в себе уничтожение врагов в духе шутеров от первого лица и обследование обширного игрового мира. Она также включает в себя элементы компьютерной ролевой игры — в течение игры персонаж может получать и развивать разнообразные характеристики и умения, такие, как взлом компьютеров или экстрасенсорные способности.
System Shock 2 получила положительные рецензии игровой прессы, но её продажи не оправдали коммерческих ожиданий издателя. Несмотря на это, в последующие годы игра неоднократно включалась в списки «лучших игр в истории»; System Shock 2 оказала значительное влияние на другие игры, серии игр и весь жанр шутеров от первого лица в целом. В 2007 году вышел «духовный наследник» System Shock 2, также разработанный Irrational Games — игра Bioshock. В 2025 году была издана обновлённая юбилейная версия — System Shock 2: 25th Anniversary Remaster.

## Игровой процесс
Перед началом игры осуществляется генерация персонажа, за несколько лет до основных событий, когда главный герой приходит в офис вербовки UNN. На выбор доступно три специализации — простой, но эффективный морпех; хакер, взламывающий все на своем пути; экзотический псионик (аналог мага). В процесс генерации также входит 3 года «стажировки» — трижды дается возможность выбрать место стажировки, которые влияют на предоставляемые в начале характеристики.
Как и во всех ролевых играх, в System Shock 2 есть предметы и улучшения. Для покупки предметов, починки и улучшения оружия, взлома компьютерных систем используются наниты: нанороботы, используемые в качестве ресурса репликаторами и некоторыми другими устройствами на корабле. Кибернетические модули или кибермодули необходимы для «покупки» и/или улучшения характеристик, умений и заклинаний. Сделать это можно в тренировочных терминалах.
Для этих «валют» в инвентаре отведены специальные места. В игре на все предметы и улучшения «денег» не хватит, поэтому есть повод вдумчиво планировать игру.

## Сюжет
В ходе событий System Shock, происходивших в 2072 году, искусственный интеллект SHODAN захватил исследовательскую космическую станцию «Цитадель» (англ. Citadel), принадлежащую корпорации TriOptimum. Вышедший из-под контроля ИИ угрожал уничтожить Землю. Протагонист игры, безымянный хакер, сумел остановить SHODAN, поочередно сорвав различные планы атаки на Землю — в том числе отстрелив в космос отсек «Роща Бета» (англ. Beta Grove), где разрабатывалось биологическое оружие. В финальном противостоянии станция и SHODAN были уничтожены.
Спустя много лет, в 2114 году корпорация TriOptimum построила первый в истории звездолёт «Фон Браун» (англ. Von Braun). «Фон Браун» был оснащён передовой разработкой корпорации — сверхсветовым двигателем, способным изменять пространство и время. Для обеспечения защиты, а также контроля над экипажем, к кораблю был пристыкован военный крейсер «Рикенбакер» (англ. Rickenbacker). На планете Тау Кита 5 корабли, откликнувшиеся на аварийный сигнал, обнаружили некие руины и в них живые объекты — яйца. При доставке яиц на корабли обе команды были заражены: большая часть экипажей «Фон Брауна» и «Рикенбакера» погибла, а выжившими завладел коллективный разум, называющий себя «Многие» (англ. The Many).
В начале игры управляемый игроком безымянный солдат пытается выжить в обезлюдевших отсеках «Фон Брауна» под руководством выходящей с ним на связь женщины — доктора Джанис Полито (англ. Janice Polito). Следуя приказам Полито, он пытается запустить различные системы корабля и сталкивается с незнакомыми организмами — аннелидами (англ. Annelid), бурно разрастающимися по всему кораблю. Как выясняется по ходу игры, под маской Полито скрывалась SHODAN: руины на планете Тау Кита 5 были остатками «Рощи Бета» станции «Цитадель», в которых сохранилась резервная копия SHODAN, а аннелиды и Многие — результатами биологических экспериментов в этой лаборатории. Герой продолжает сотрудничать с SHODAN — его союзницей в борьбе с враждебными Многими.
С помощью героя SHODAN удается одолеть и подчинить себе XERXES — другой искусственный интеллект, управляющий «Фон Брауном», однако это оказывается недостаточным — «Фон Браун» захвачен Многими, и убить их можно, только уничтожив корабль. Герой сталкивается с капитаном «Фон Брауна» Анатолием Коренечкиным (англ. Anatoly Korenchkin), поглощенным Многими и мечтающим о захвате Земли; становится свидетелем бегства в спасательной капсуле двух выживших — Томми Суареса (англ. Tommy Suarez) и Ребекки Сиддонс (англ. Rebecca Siddons); очищает «Рикенбакер» от присутствия аннелидов и вынужденно выходит за пределы обоих кораблей — внутрь тела Многих, разросшегося вовне «Фон Брауна» в огромный сгусток плоти, сковывающий оба корабля.
Уничтожив мозг, управляющий телом Многих, герой возвращается на мостик «Рикенбакера» и сталкивается с злонамеренной SHODAN. Она перевела сверхсветовой двигатель «Фон Брауна» в режим перегрузки не для того, чтобы уничтожить корабль «Фон Браун», а для того, чтобы изменить реальность, превратив весь мир в киберпространство, в котором SHODAN сможет безраздельно властвовать. В окончательной борьбе с SHODAN герой руководствуется записями Мари Делакруа (англ. Marie Delacroix), конструктора сверхсветового двигателя «Фон Брауна». Герой проходит по коридорам медицинского уровня станции «Цитадель», воссозданного SHODAN, находит её саму и уничтожает. В эпилоге на сообщение героя о том, что враги уничтожены и контроль над «Фон Брауном» и «Рикенбакером» восстановлен, откликаются Томми и Ребекка с борта спасательной капсулы — однако Ребекка говорит голосом SHODAN, что подразумевает, что искусственный интеллект пережил финальную битву и вселился в новое тело.

## Отзывы и критика
| Сводный рейтинг       | Сводный рейтинг |
| Агрегатор             | Оценка          |
| --------------------- | --------------- |
| GameRankings          | 92,00 %         |
| Metacritic            | 92/100          |
| MobyRank              | 91 %            |
| Иноязычные издания    |                 |
| Издание               | Оценка          |
| AllGame               | [ 7 ]           |
| CGW                   | [ 8 ]           |
| CVG                   | 9,5/10          |
| Edge                  | 8/10            |
| GamePro               | [ 11 ]          |
| GameRevolution        | A               |
| GameSpot              | 8,5/10          |
| GameZone              | 8,5/10          |
| IGN                   | 9,0/10          |
| Jeuxvideo.com         | 18/20           |
| PC Gamer (US)         | 95 %            |
| Русскоязычные издания |                 |
| Издание               | Оценка          |
| 3DNews                | без оценки      |
| Game.EXE              | 5/5             |
| «Игромания»           | 9,6/10          |

| Сводный рейтинг       | Сводный рейтинг                                        |
| Агрегатор             | Оценка                                                 |
| --------------------- | ------------------------------------------------------ |
| Metacritic            | 84/100 (PC) 73/100 (PS5) 84/100 (XSXS) 80/100 (Switch) |
| OpenCritic            | 81/100                                                 |
| «Критиканство»        | 84/100                                                 |
| Иноязычные издания    |                                                        |
| Издание               | Оценка                                                 |
| Eurogamer             | [ 27 ]                                                 |
| PC Gamer (US)         | 85/100                                                 |
| Push Square           | 7/10                                                   |
| Русскоязычные издания |                                                        |
| Издание               | Оценка                                                 |
| Gametech              | без оценки                                             |
| Riot Pixels           | 88 %                                                   |
| StopGame.ru           | «Похвально»                                            |

System Shock 2 получил около дюжины наград, включая семь наград «Игра года», изданиями как Game Revolution и USA Today. Обзоры были положительными и хвалили игру за гибридный игровой процесс, мрачный звук и увлекательную историю. Несмотря на признание критиков продажи игры не были высокими.
Много изданий хвалили игру за бесконечный геймплей. Что касается развития персонажа, Трент Уорд (англ. Trent Ward) из IGN заявил, что этот элемент ролевой системы позволял игрокам «играть за совершенно разных персонажей», и чувствовать, что это делает каждое прохождение уникальным. Ерик Рекейз (англ. Erik Reckase) пишущий для Just Adventure согласился, говоря: «Есть очень мало игр, которые позволяют вам играть так, как вы хотите». Алек Норандс (англ. Alec Norands) из Allgame верил в то, что разные классы персонажей делали игру «достаточно разнообразной чтобы иметь невероятную реиграбельность».
Критики описывали игру как пугающую. Колин из Game Revolution заверил, что игра по жуткости соперничает с Resident Evil 2 и Silent Hill, и чувствовал, что игра «полна ужаса». Computer and Video Games описал атмосферу как «захватывающую» и гарантировал читателям, что «их сердце будет падать в пятки» много раз. Норандс нашёл звук особенно эффектным, называя его «абсолютно, зубодробительно тревожным», тогда как редактор PC Gamer Уильям Хармс (англ. William Harms) окрестил System Shock 2 самой страшной игрой, в которую он когда-либо играл.
Многие критики назвали систему ухудшения состояния оружия раздражающей. Члены команды разработчиков также выразили опасения по поводу системы. Ролевая система была другим спорным элементом. Десслок (англ. Desslock) из GameSpot описал работу системы как «плохо сбалансированную», потому что игрок может развивать навыки вне зависимости от выбранной карьеры. Норандс испытывал похожие чувства в отношении системы, говоря что она «благоволит персонажам хакерам».

## Наследие
System Shock 2 рассматривается критиками, как игра, оказавшая большое влияние на жанры шутер от первого лица и survival horror. В ретроспективной статье, Gamespot назвали игру «опередившей своё время» и заявили, что она «повысила ставки на драматичные и механические условия», создав опыт игрового процесса, внушающего ужас. Вместе с Deus Ex, Сид Шуман из GamePro окрестил System Shock 2 «[одним из] двух стволов инноваций в FPS» вследствие их комплексного ролевого игрового процесса. Автор из IGN Кэм Ши сослался на игру, как на «второе изобретение жанра», указывая на историю, персонажей и ролевую систему. Игра была введена в списки величайших игр, включая список Gamespy, Edge, IGN, Gamespot, и PC Gamer.
Возвращение SHODAN рассматривалось критиками как инновация. Брэд Шумейкер из Gamespot описал её как «один из самых шокирующих и эффектных сюжетных поворотов в компьютерных играх», который он когда-либо видел. Её появление Gamespy назвал тем, что сделало «System Shock 2» «нечто большим, чем просто ещё одной игрой». SHODAN оказалась популярной среди некоторых критиков: среди них IGN, Gamespot, и The Phoenix.
System Shock 2 создал целый культ среди фанатов, многие из которых требовали продолжения. Некоторые поклонники создали активное сообщество создателей модификаций, где имели место попытки улучшения графики игры. Одна из модификаций, улучшающих графику, названная Rebirth, заменяет низкополигональные модели более качественными. Другая модификация, Shock Texture Upgrade Project (SHTUP), значительно увеличивает разрешение внутриигровых текстур. Сообщество фан-сайта Sshock2 также выпустило бесплатный редактор уровней, именуемый ShockEd, который является перепакованной версией собственного редактора Looking Glass Studios.
В 2007 году студия 2K Boston/2K Australia — изначально (и снова с января 2009 года) известная, как Irrational Games — выпустила духовного «наследника» серии System Shock, под названием BioShock. Действие игры происходит в заброшенном подводном утопическом городе, разрушенном генетической модификацией его жителей. Игра была успешна как коммерчески, так и среди критиков. Bioshock имеет много особенностей геймплея System Shock 2: могут быть активированны станции восстановления, позволяющие игроку возродиться после смерти; взлом, ограниченные боеприпасы и исследование мира, являются частями игрового процесса; уникальные силы могут быть получены через плазмиды и спец. способности, похожие на псионику System Shock 2. Оба произведения имеют схожие сюжеты, используют аудиологи и сценки с призраками для раскрытия предыстории.
В январе 2006 года сайт GameSpot сообщил, что Electronic Arts обновили права на торговую марку System Shock, создавая слухи о том, что System Shock 3 может быть на стадии разработки; разработкой этой игры будто бы занималась студия Redwood Shores. Кен Левин, когда его спросили о проекте, ответил, что «вопрос его никак не касается», выразил оптимизм по поводу прогноза о System Shock 3, но критично выразился об отношении Electronic Arts к разработке игры.. В 2008 году Electronic Arts выпустила игру Dead Space, разработанную студией Visceral Games (бывшей Redwood Shores). Хотя эта игра не имела прямого отношения к серии System Shock, она во многом повторяла сюжетные ходы и антураж System Shock 2 — «связка» из гражданского и состыкованного с ним военного корабля, разбиение корабля на схожие функциональные зоны, поднятая с планеты чуждая форма жизни, радиопереговоры с женщиной-помощницей и т.п. Обозреватели также отмечали заметное сходство GLaDOS — компьютера-антагониста из разработанных компанией Valve игр Portal (2007) и Portal 2 (2011) — и SHODAN, причем фабула Portal 2, где протагонист оказывается ввязанным в противостояние двух искусственных интеллектов и вынужденно выступает на стороне одного из них, больше напоминает System Shock 2.
До 2013 года переиздание игры было невозможно из-за вопроса обладания издательских прав между Electronic Arts и Meadowbrook Insurance Group (подразделение Star Insurance Company), скупившей собственность закрывшейся Looking Glass Studios. Стивен Кик из Night Dive Studios, желая портировать игру на современные платформы, сумел получить права на обновление и выпуск игры, благодаря чему System Shock 2 появился в магазинах GOG.com и Steam. Обновленная версия, названная «коллекционным изданием», включает в себя все исправления оригинальной версии, которые позволяют запускать игру на Windows и macOS вместе с пользовательскими обновлениями.
В 2025 году дизайнер Кен Левин рассказал в интервью Nightdive Studios, что хотел завершить System Shock 2 в открытом космосе, это мог быть альтернативный финал с локацией за пределами корабля. Он представил идею своим коллегам, но Джон Чей и Роб Фермье не согласились, поскольку команде выделили на производство всего 14 месяцев. Задумка потребовала бы не только новых механик, но и совершенно иного визуального и системного подхода, что нарушало целостность проекта. Тем не менее дизайнер создал чужеродную органическую среду — тело Многих, отличающуюся от технократических коридоров судна. По словам Левина, результат оказался неоднозначным, а уровень неудачным, потому что акценты менялись радикально и не получали «той же любви, что остальная часть игры».

## Enhanced Edition
11 августа 2019 года, на 20-й годовщине выхода игры, Night Dive Studios анонсировала разработку улучшенной версии System Shock 2 Enhanced Edition. Сообщалось, что студии был передан исходный код оригинальной игры, и что игра будет мигрирована на свой фирменный движок KEX Engine, используемый в проектах студии. Как заявил генеральный директор Night Dive Studios Стивен Кик, приоритетом разработки является улучшенный кооперативный мультиплеер и совместимость модификаций и фанатских миссий, разработанных для оригинальной игры. Также игроков ждёт масса других сюрпризов.
19 мая 2023 года, за несколько дней до выхода переиздания, был опубликован тизер обновленной игры. Как заявляет разработчик, игра будет содержать обновленные текстуры, видеоролики, модели персонажей и оружия. Также было объявлено о сотрудничестве с администрацией сайта systemshock.org, благодаря чему в переиздание были добавлены фанатские модификации. Также были анонсированы порты игры на современные консоли. В октябре 2023 года создатели уточнили, что релиз будет на PlayStation 5 и Xbox Series X/S. Позже Nightdive Studios объявила, что переиздание переименовано в System Shock 2: 25th Anniversary Remaster, дата выпуска — 26 июня 2025 года была названа 20 марта на презентации Future Game Show Spring Showcase, где разработчики также показали новый трейлер. В назначенный срок System Shock 2: 25th Anniversary Remaster вышел на платформе Windows. Из-за возникших проблем с сертификацией версии на  PlayStation 4, PlayStation 5, Xbox One, Xbox Series X/S и Nintendo Switch появились 10 июля 2025 года.